# Prašice
Prašice é um município da Eslováquia, situado no distrito de Topoľčany, na região de Nitra. Tem 28,25 km² de área e sua população em 2018 foi estimada em 2.027 habitantes.

## Demografia
| Ano:        | 1994 | 2004   | 2014   | 2024   |
| ----------- | ---- | ------ | ------ | ------ |
| Broj ljudi: | 2090 | 2066   | 2041   | 1973   |
| Razlika:    |      | -1,14% | -1,21% | -3,33% |

| Ano:               | 2023 | 2024   |
| ------------------ | ---- | ------ |
| Número de pessoas: | 1986 | 1973   |
| Diferença:         |      | -0,65% |